# WIND SONG
「WIND SONG」（ウインド・ソング）は、1997年6月21日に発売された松たか子の3枚目のシングル。発売元はBMGジャパン。

## 解説
松竹配給アニメーション映画『ジャングル大帝』とのタイアップ。イメージ・ソングと表記されているが、映画のエンドロールに流れるため、実質的には主題歌である。
ファースト・アルバム『空の鏡』収録版は、イントロが短縮されている。シングル・バージョンは、ベスト・アルバム『Five years 〜singles』にてアルバム初収録。

## 音楽性
- 「WIND SONG」
  - 音楽上のコンセプトは「エルトン・ジョンの『愛を感じて』の様に派手にいく」[1]「思い切り大げさな歌を作る」[2]ことを目標に制作した。
  - 本バージョンのみ、オーケストレーションアレンジを採用している[1]。

## 収録曲
作曲・編曲：日向大介
1. WIND SONG
  - 作詞：坂元裕二
2. WIND SONG -CAGNET MIX- （Instrumental）
  - アルバム・バージョンのInstrumentalにメロディとパーカッションの音を被せている。
3. WIND SONG （Original Karaoke）